# 東京大学史料編纂所

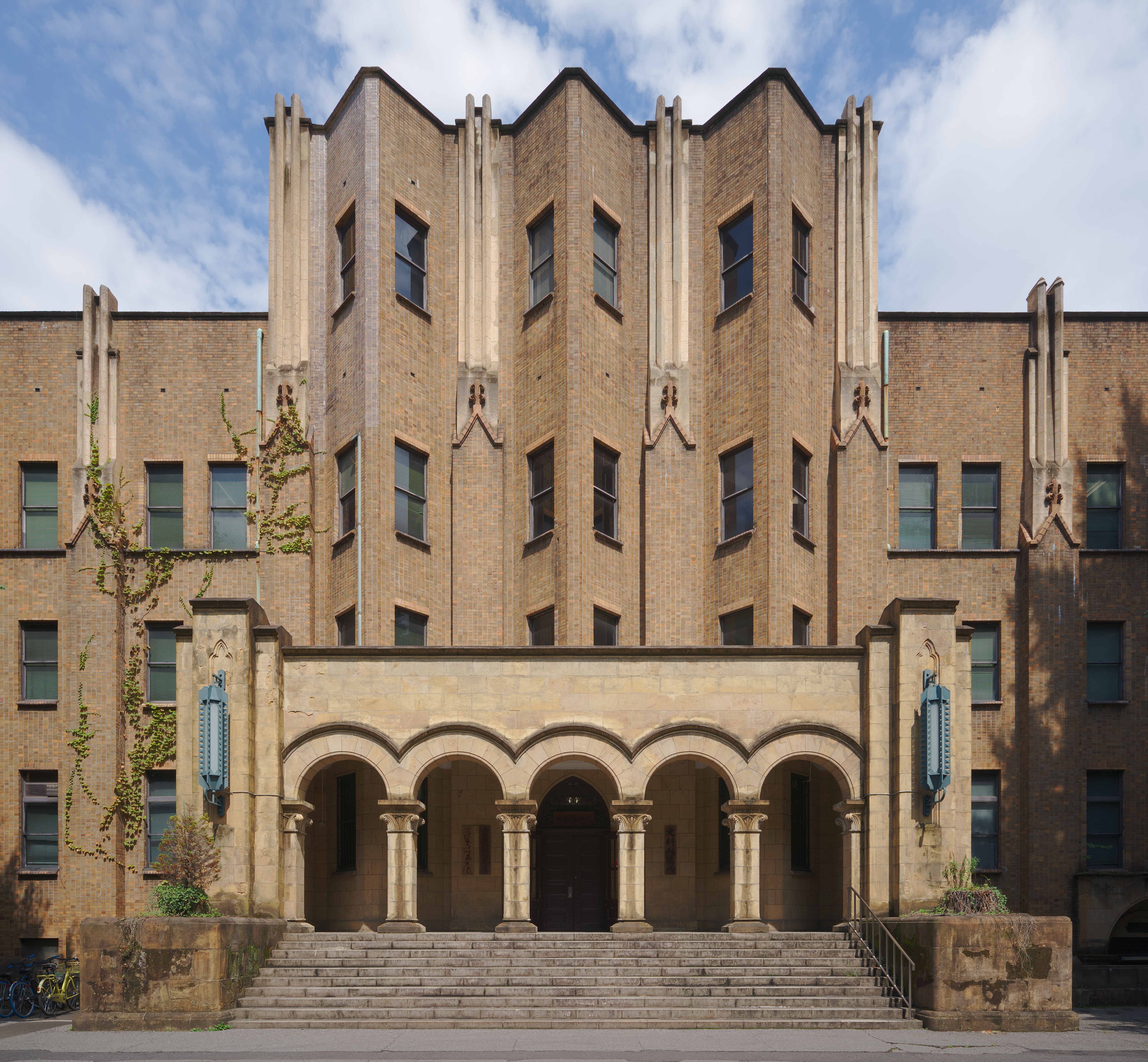
史料編纂所本館（1928年竣工）

東京大学史料編纂所（とうきょうだいがくしりょうへんさんじょ、英称：Historiographical Institute, the University of Tokyo）は、東京大学の附置研究所で、国内外の史料の調査、収集・複写、分析、編纂、公開を行い、歴史情報学研究を推進することを目的とする研究所である。1793年（寛政5年）、徳川幕府の援助を受けた国学者塙保己一が開設した和学講談所を源流とする。
近年では複写に最新の写真技術やデジタル画像技術が駆使されている。
附属施設として画像史料解析センターと前近代日本史情報国際センターを持つ。
共同利用・共同研究拠点に指定されている（「日本史史料の研究資源化に関する研究拠点」）。

## 概要
国内外の史料の収集、複写、読解、情報化、管理、出版、公開を引き受けている。
日本全国・世界各地に史料調査に出かけ、年間50件程度、採訪が行われる。注目すべき史料の収集が行われる。収集は複写が主である。史料採訪によって収集された複製史料は、史料編纂所の閲覧室で日本史研究の素材として多くの市民・研究者に利用されている。近年はデジタル画像として所内・閲覧室で検索・閲覧することも可能である (Hi-CAT Plus)。また、原本所蔵者の許可を得て、可能な部分はウェブ公開に供している。

## 組織

### 部門
- 古代史料部門

…古代から鎌倉時代の末までを4チームで分担している。
- 中世史料部門

…建武の新政（正慶2年・元弘3年・1333年）から江戸幕府成立（慶長8年・1603年）までを6チームで分担している。
- 近世史料部門

…江戸幕府の成立（慶長8年・1603年）から廃藩置県（明治4年・1871年）までを担当し、この間を6チームで分担している。
- 古文書古記録部門

…古文書分野は武家文書と寺社文書、古記録分野は朝廷貴族の日記を中心として、研究・編纂を行っている。両分野とも平安時代から戦国時代までが、主な対象時期である。
- 特殊史料部門

…歴史史料の基礎研究である史料学、歴史地理、日本に関する外国文および外国に所在する日本関係史料を担当している。史料学分野では文書や記録を読む上で不可欠な花押の網羅的蒐集と研究および『花押かがみ』の編纂・出版、海外史料分野では『日本関係海外史料』の原文および訳文の編纂作業を行っている。

### 画像史料解析センター
近年飛躍的に発展してきたコンピュータによる画像処理による、各種画像史料の解析・研究のため、1997年（平成9年）度に附属施設として設置された。センター規則第2条によると、その目的は「日本史に関する各種画像史料及び画像史料情報を収集・整理して系統的に蓄積するとともに、電子計算機等による画像情報処理方法を生かして解析・研究を行い、その成果を学内外に公開すること」である。
- 絵画史料分野

…肖像画・絵巻・屏風絵・絵図・古地図等を対象とする。
- 画像史料分野

…錦絵や摺物（瓦版）、古写真等の近世後期から近代初頭にかけてを対象とする。
- 古文書画像分野

…古文書をデジタル画像化して、筆跡・花押（サイン）の同定、形態分類等による様式論・機能論の新たな試みを可能にする方法論の研究と具体的な手法の開発を課題としている。

### 前近代日本史情報国際センター
1984年に構築を開始した「歴史情報データベースシステム (SHIPS)」を学術情報基盤とし、情報学の成果・手法をも導入して、歴史史料から知識データをくみ上げることによる研究を推進するため、2006年に設置。
- 史料情報集約化ユニット

…国内外の史料の所在や内容等に関する多様な情報を集約するためのシステムの研究を行っている。
- 史料情報資源化ユニット

…ここ数年における史料デジタル撮影の本格化や、既存の史料写真（マイクロフィルムから歴史的写真=写真乾板に至るまで）のデジタル化の進展を受け、大量に生成されるようになった史料画像データについて、それらを系統的・組織的・効率的に処理し規格化するためのスキームの確立およびシステムの開発のための研究を行っている。
- 歴史知識高度利用化ユニット

…史料研究の成果を学界・社会と共有するための歴史編纂知識化を進める研究を行っている。
- 情報支援室

…SHIPSの保守・運用

### 史料保存技術室
修復・影写・模写・写真の各分野に分かれ、歴史史料の複本作成、史料の保存・修理を行っている。
この事業は、原本の調査・分析を伴うため、その過程で得られた情報は、重要な歴史情報の研究データとなっている。
これまで史料保存技術室に在室した人物には、その功績が高く評価され「黄綬褒章」「人事院総裁賞」「文化庁長官表彰」等の褒賞の授与や受賞の実績がある。

### 図書室
開室時間や史料・図書請求時間については図書室利用案内を参照。

## 所在地
- 東京都文京区本郷7-3-1

東京大学本郷キャンパス内の赤門そばに所在する。

## 沿革
史料編纂所の起源は、1793年（寛政5年）に開設された塙保己一の和学講談所とされる。明治維新後、史料編輯国史校正局、大学校国史編輯局、太政官歴史課、臨時修史局などと変遷している。
1888年（明治21年）、帝国大学（現：東京大学）に修史事業が移管されるが、のちに編年史の編纂は中止と決まり、代わって蒐集した史料自体を編纂・刊行することになり、1895年（明治28年）文科大学（現：文学部）に史料編纂掛が設置される。1901年（明治34年）に「大日本史料」「大日本古文書」の刊行を開始。1929年（昭和4年）に史料編纂所と改称。
戦後は、1950年4月に文学部から独立し、1954年より教授・助教授（現在は准教授）・助手（現在は助教）の教官制となった。

## 刊行史料
- 「大日本史料」1901〜刊行
- 「大日本古文書」1901〜刊行

（正倉院文書、東大寺文書、高野山文書、浅野家文書など）
- 「幕末外国関係文書」1910〜刊行

大日本古文書の一つ
- 「大日本維新史料」1938〜刊行

1846年孝明天皇から1871年廃藩置県までの史料集
- 「大日本古記録」1952〜刊行

御堂関白記、新井白石日記、小右記、言経卿記、中右記、斎藤月岑日記など
- 「大日本近世史料」1953〜刊行

上田藩村明細帳、近藤重蔵蝦夷地関係史料、市中取締類集など
- 「日本関係海外史料」（欧文）1974〜刊行

海外にある日本関係史料のマイクロフィルムを目録化したもの（オランダ、ポルトガル、スペイン、イタリア、イギリス、アメリカ、ドイツ、フランス、メキシコ、インド、インドネシアなど）

## 指定文化財

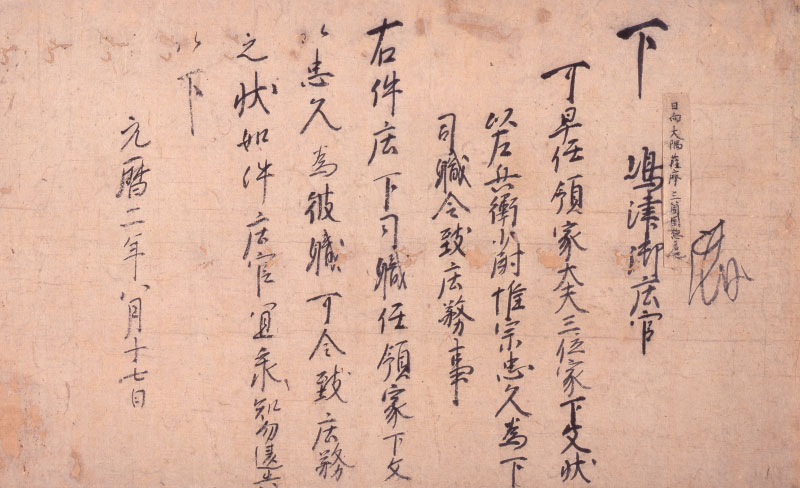
元暦二年八月十七日源頼朝下文（島津家文書のうち）

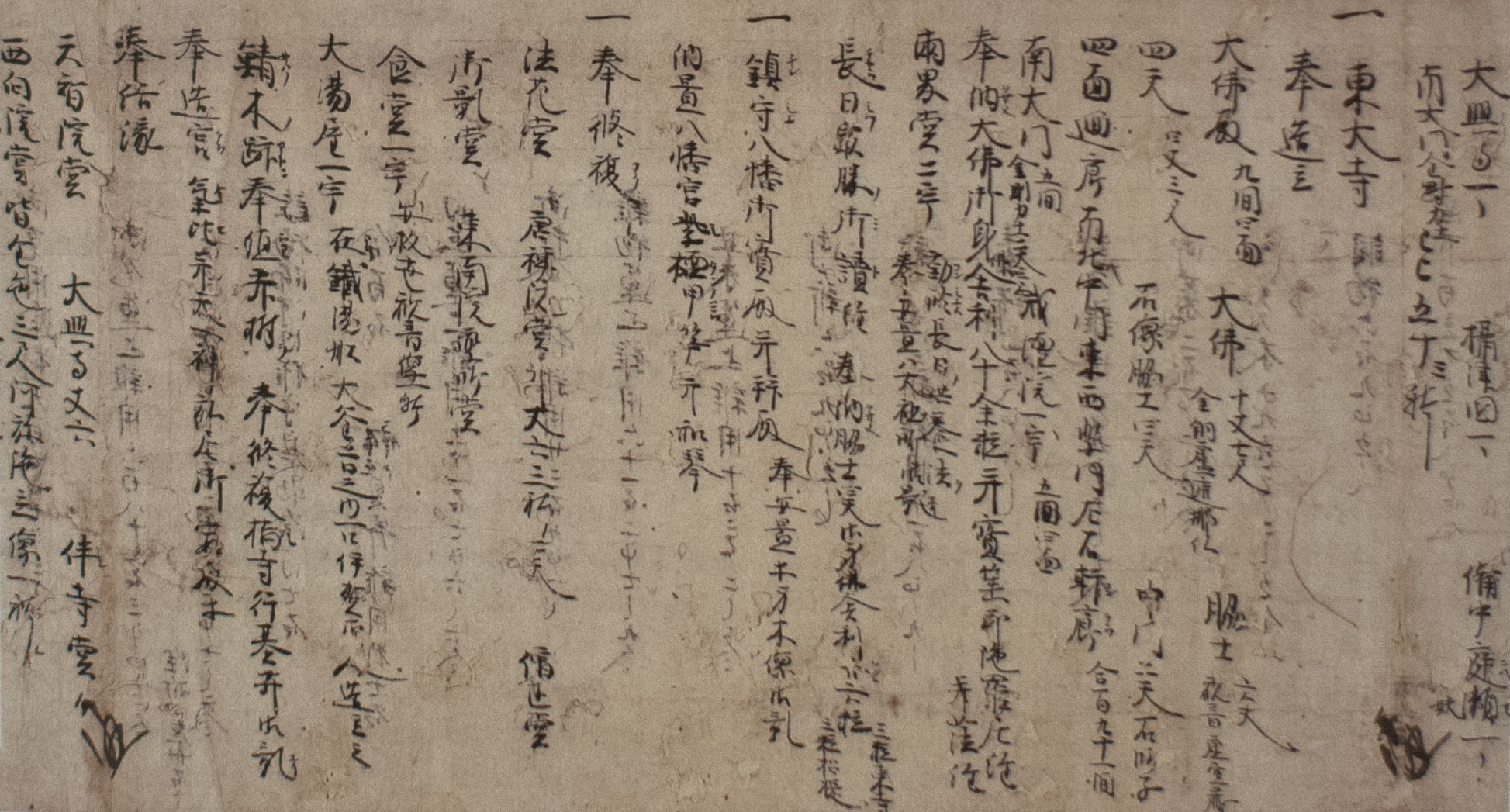
南無阿弥陀仏作善集（部分）

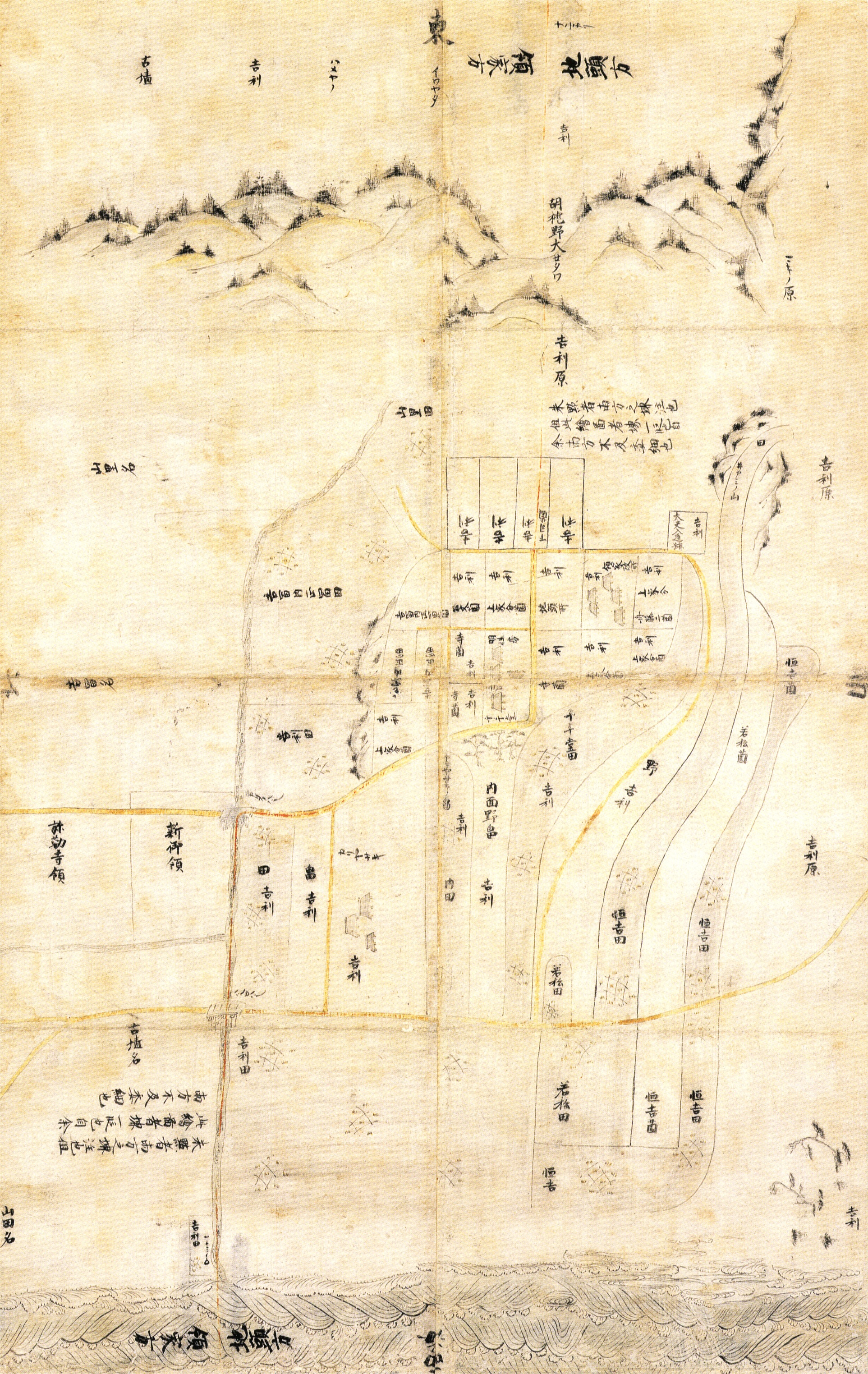
薩摩国伊作庄日置北郷下地中分絵図

### 国宝
- 島津家文書（15,133通） 848巻、752帖、2,689冊、2幅、4,908通、160鋪、207枚 附：文書箱32合[2]

### 重要文化財
- 台記 1巻 古写本 仁平三年冬 三条家旧蔵
- 愚昧記 8巻（自筆本7、古写本1）附：目録並覚書等5巻 - 三条実房の日記。紙背文書の検非違使庁関係文書や、広田社歌合も史料的価値が高い。
- 後愚昧記 30巻 自筆本 附：写本1冊
- 拾芥抄 1巻 - 14世紀・南北朝時代の古写本。『拾芥抄』は鎌倉時代末から南北朝時代にかけて成立した、種々の事物・事象の種類・名称を部門別に列挙し、必要ならば若干の説明を付した百科全書的な書物。
- 和歌真字序集 1巻
- 南無阿弥陀仏作善集 1巻 -鎌倉時代に東大寺復興で活躍した重源が、晩年の1203年（建仁3年）頃にまとめた、自らの作善（仏教において功徳があるとされる作業）を記したもの。重源自筆ともいわれる。
- 西大寺寺領絵図 8幅 附：西大寺現存堂舎絵図 1幅
- 近藤重蔵関係資料 著述稿本類77点、文書・記録類149点、書状類74点、考証資料類426点、地図・絵図類34点
- 薩摩国伊作庄日置北郷下地中分絵図 1幅
- 薩藩旧記雑録 362冊
- 実隆公記 106巻、1帖、44冊、1紙
- 台明寺文書 7巻（178通）
- 上井覚兼日記 27冊 附：伊勢守心得書1冊、天正四年正月中御規式之日帳1冊
- 江戸幕府儒官林家資料 文書・記録類274点、著述類437点、典籍類331点、絵画・器物類120点 附：林昇関係資料784点[3]
- 二階堂家文書 48巻、27冊（476通）附：文書箱3合[4]
- 比志島家文書 7巻[5]
- 慈鎮和尚夢想記 1帖[6]
- 蒋洲咨文 日本国対馬島宛 1幅 嘉靖35年（弘治2年、1556年）11月3日付[7]
- 中院一品記 13巻（自筆本11巻、古写本2巻）[8][9]
- 明国箚付 前田玄以宛[8]

※典拠：2000年までの指定物件については『国宝・重要文化財大全 別巻』（所有者別総合目録・名称総索引・統計資料、毎日新聞社、2000年）による。
※東京大学保管の重要文化財については、東京大学総合研究博物館の項も参照のこと。